# Spintria

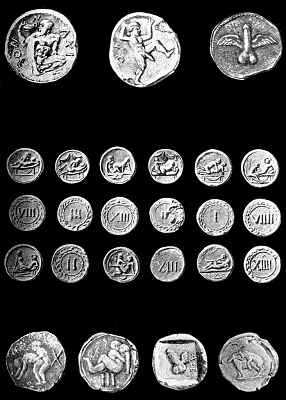
Spintriae uit Pompeï

Spintria (Latijn, mannelijke prostitué) zijn Romeinse, muntvormige tesserae uit brons of messing, die dateren uit de eerste eeuw na Christus. Aan de ene kant zijn afbeeldingen te vinden van een circa vijftien verschillende beeldvormen omvattend repertoire van copulatie- en fellatio-scènes, op de andere kant getallen van I tot XVI, een enkele maal ook XVII en XXV.
De wetenschap is het niet eens over de betekenis van deze geheimzinnige penningen. Door de voorstelling van seksuele scènes en vliegende fallussen wordt vaak een verband gelegd met het prostitutiemilieu. Voor de getallen II, IIII en VIII staat soms een A. Het wordt wel aangenomen dat de getallen een waarde in as uitdrukken, waarmee de A kan worden verklaard. Het getal XVI zou dan met 16 assen overeenkomen, ofwel één denarius. Deze bedragen komen, voor zover bekend, min of meer overeen met de tarieven van normale prostituees; een daad schijnt 2-8 assen gekost te hebben.
In het wetenschappelijk onderzoek worden deze spintriae op verschillende wijze geïnterpreteerd. Ze worden als rekenpenningen, bordeelentreebewijzen, theater- en voedselmunten, speelpenningen, garderobebewijsjes, maar ook als een vorm van laster tegen de Romeinse keizer Tiberius gezien.

## Antieke bronnen
- Tacitus, Ann. VI 1.
- Suetonius, Tiberius 43.